# Sthenolepis gracilior
Sthenolepis gracilior är en ringmaskart som beskrevs av Augener 1927. Sthenolepis gracilior ingår i släktet Sthenolepis och familjen Sigalionidae. Inga underarter finns listade i Catalogue of Life.